# Синий краб

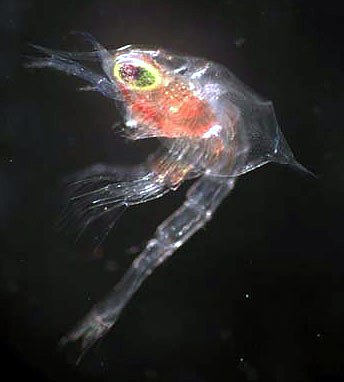
Личинка синего краба

Синий краб (лат. Paralithodes platypus) — вид неполнохвостых раков из семейства Lithodidae. Обладают внешним сходством с крабами (Brachyura), но легко отличимы по редуцированной пятой паре ходильных ног и асимметричному брюшку у самок. Максимальная продолжительность жизни 22—25 лет:204.

## Внешний вид и строение
Очень напоминает камчатского краба. Ширина карапакса самцов до 22 см, самок до 16 см. Максимальная масса 5 кг. В районе сердца на карапаксе есть две пары крупных шипов, также там могут быть несколько мелких шипиков. Конец рострума острый, несколько изогнутый вниз. Сверху на роструме есть два крупных шипа и один-два маленьких шипика. Подвижный шип у основания наружного усика разветвлён на три части. Туловище и конечности сверху окрашены в красно-коричневый цвет с голубизной, а снизу — в желтовато-белый цвет. На боках тела и конечностей жёлто-оранжевые пятна. У особей из Берингова моря желто-оранжевого цвета куда меньше, чем у обитателей северо-восточной части Охотского моря. У молодых синих крабов нет шипов, а на их месте находятся округлые бугорки.

## Распространение и места обитания
Обитает в Беринговом, Охотском и Японском морях:204. Зимой держится на глубине до 300 метров.

## Размножение
Самки синего краба из северо-восточной части Охотского моря вымётывают икру раз в два года. В этой популяции есть два поколения, размножающиеся в чётные и нечётные годы. Самки данной популяции мечут икру с марта по начало апреля, а личинки выклёвываются в апреле—мае. Таким образом, икра развивается 12—13 месяцев.
Самки, носящие оплодотворённую икру держатся на глубине около 100 метров. Осенью готовые к размножению самки концентрируются на глубине 120—130 метров. В декабре они уходят на глубины более 200 метров в районы, где проводит зиму большая часть самцов. Весной эти самки линяют, происходит спаривание и откладка икры, а затем самки уходят обратно на мелководье.

## Синий краб и человек
Будучи одним из самых крупных ракообразных Дальнего Востока, синий краб выступает в роли объекта промысла.